# الدوار (مسلسل)
الدوار مسلسل درامي تونسي يتكون من خمسة عشر حلقة عُرض في رمضان 1992، وتدور أحداثه في الجنوب الشرقي التونسي. عرف المسلسل نجاحًا واسعًا كما تم عرضه في عديد البلدان العربية، وهو من تأليف حسين محنوش وإخراج عبد القادر الجربي.

## القصة
يروي المسلسل قصة إرث يفتك من عائلة بتواطئ أحد أفرادها مع شخص أخر وهما العاتي وعليّة. بعد وفاة الأخير يستأثر العاتي بالأموال المنهوبة ما يجعله ثريًا فيما تبقى العائلة في صراعات ومحاولات لافتكاك المال إنتهت بنجاحها في النهاية.

## الشخصيات
- حسين محنوش «العاتي»
- عبد القادر مقداد «حسين»
- نعيمة الجاني «سالمة»
- حطاب الذيب «عليّة»
- أحمد السنوسي «ابراهيم»
- عبد اللطيف الحمروني «سعيد» والد العاتي
- صالح الجدي «صالح»
- هيام الرصاع «حياة»
- خديجة السويسي «صالحة» والدة حسين
- لطيفة القفصي «رقية» والدة صالح
- دليلة مفتاحي «منية» والدة العاتي
- آمال البكوش «أم العاتي» والدة العاتي التي ربته